# Dança com as Estrelas (4.ª edição)
A quarta edição do programa Dança com as Estrelas, estreou a 9 de dezembro de 2018 e terminou a 24 de fevereiro de 2019, foi transmitida pela TVI e pela primeira vez apresentada pela dupla Rita Pereira e Pedro Teixeira.
Os ensaios decorrem durante a semana numa escola de dança, onde as estrelas são coreografadas pelo seu par e orientadas pelo jurado Vítor Fonseca.

## Pares
Os pares participantes foram:
| Celebridade                      | Ocupação        | Bailarino(a) profissional                             | Resultado                               |
| -------------------------------- | --------------- | ----------------------------------------------------- | --------------------------------------- |
| André Costa                      | Modelo          | Andreia                                               | 1.ª Eliminado a 16 de dezembro de 2018  |
| Jéssica Athayde                  | Atriz           | Renato Nobre                                          | Desistiu a 23 de dezembro de 2018       |
| Anamar                           | Atriz e cantora | Edgar Branco                                          | 2.ª Eliminada a 23 de dezembro de 2018  |
| Vitor Hugo                       | Ator            | Anna                                                  | 3.ª Eliminado a 23 de dezembro de 2018  |
| Badoxa Regressou a 27 de janeiro | Cantor          | Daniela Santos                                        | 4.ª Eliminado a 6 de janeiro de 2019    |
| Bárbara Bandeira                 | Cantora         | André Madeira                                         | 5.ª Eliminada a 13 de janeiro de 2019   |
| Mónica Jardim                    | Apresentadora   | Nuno Moreira                                          | 6.ª Eliminada a 20 de janeiro de 2019   |
| Badoxa                           | Cantor          | Daniela Santos                                        | 7.ª Eliminado a 3 de fevereiro de 2019  |
| Bárbara Branco                   | Atriz           | Renato Nobre                                          | 8.ª Eliminada a 10 de fevereiro de 2019 |
| Tiago Teotónio Pereira           | Ator            | Sara Santos                                           | 9.ª Eliminado a 17 de fevereiro de 2019 |
| Kelly Bailey                     | Atriz           | Pedro Borralho (galas 1-8) André Madeira (galas 9-12) | 2.º Lugar a 24 de fevereiro de 2019     |
| José Condessa                    | Ator            | Ana Cardoso                                           | Vencedor a 24 de fevereiro de 2019      |

## Júri
| Jurado              | Ocupação                                                      |
| ------------------- | ------------------------------------------------------------- |
| Duarte Vieira       | Bailarino profissional (campeão nacional de dança desportiva) |
| Alexandra Lencastre | Atriz                                                         |
| Vítor Fonseca       | Ator, Cantor, Bailarino                                       |

## Pontuações
| Par                      | Lugar | Semanas | Semanas | Semanas | Semanas | Semanas | Semanas | Semanas | Semanas | Semanas | Semanas | Semanas  | Semanas | Semanas |
| Par                      | Lugar | 1       | 2       | 1+2     | 3       | 4       | 5       | 6       | 7       | 8       | 9       | 10       | 11      | 12      |
| ------------------------ | ----- | ------- | ------- | ------- | ------- | ------- | ------- | ------- | ------- | ------- | ------- | -------- | ------- | ------- |
| José & Ana               | 1º    | 25      | 24      | 49      | 24      | X       | 22      | 26      | 24      | —       | 29      | 28+29=57 |         |         |
| Kelly & Pedro/André      | 2º    | 24      | 25      | 49      | 25      | X       | 29      | 26      | 27      | —       | 25      | 27+25=52 |         |         |
| Tiago & Sara             | 3º    | 21      | 23      | 44      | 26      | X       | 23      | 26      | 28      | —       | 24      | 27+30=57 |         |         |
| Bárbara Branco & Renato  | 4º    |         |         |         | 25      | X       | 27      | 30      | 27      | —       | 26      | 26+30=56 |         |         |
| Badoxa & Daniela         | 5.º   | 24      | 23      | 47      | 28      | X       | 23      |         |         | 29      | 23      |          |         |         |
| Mónica & Nuno            | 6.º   | 22      | 24      | 46      | 27      | X       | 26      | 23      | 26      |         |         |          |         |         |
| Bárbara Bandeira & André | 7.º   | 20      | 24      | 44      | 23      | X       | 22      | 23      |         | 25      |         |          |         |         |
| Vítor & Anna             | 8.º   | 21      | 23      | 44      | 21      |         |         |         |         | 30      |         |          |         |         |
| Anamar & Edgar           | 9.º   | 24      | 21      | 45      | 23      |         |         |         |         | 27      |         |          |         |         |
| Jéssica & Renato         | 10.º  | 25      | 21      | 46      | —       |         |         |         |         | —       |         |          |         |         |
| André & Andreia          | 11.º  | 19      | 20      | 39      |         |         |         |         |         | 23      |         |          |         |         |

Legenda:
Números verdes indicam a pontuação mais alta em cada dança
Números vermelhos indicam a pontuação mais baixa em cada dança
"—" indica que o par não dançou naquela semana
"/" indica que o par dançou naquela semana, mas não foi avaliado
     o par foi eliminado nessa semana (após o Frente-a-Frente)
     o par foi eliminado diretamente (obteve a pior pontuação após o somatório da pontuação do júri com a pontuação do público)
     o par ficou nas últimas duas posições
     o par regressou à competição
     o par desistiu da competição
     o par em terceiro lugar
     o par em segundo lugar
     o par vencedor

## Audiências das galas
| Gala      | Data                             | Espetadores | Rating | Share | Ref.ª  |
| --------- | -------------------------------- | ----------- | ------ | ----- | ------ |
| 1.ª Gala  | Domingo, 9 de dezembro de 2018   | 966 100     | 10%    | 23,5% | [ 3 ]  |
| 2.ª Gala  | Domingo, 16 de dezembro de 2018  | 903 500     | 9,3%   | 20,9% | [ 4 ]  |
| 3.ª Gala  | Domingo, 23 de dezembro de 2018  | 803 500     | 8,3%   | 19,3% | [ 5 ]  |
| 4.ª Gala  | Domingo, 31 de dezembro de 2018  | 797 000     | 8,2%   | 24,8% | [ 6 ]  |
| 5.ª Gala  | Domingo, 6 de janeiro de 2018    | 1 137 000   | 11,7%  | 26,9% | [ 7 ]  |
| 6.ª Gala  | Domingo, 13 de janeiro de 2019   | 1 258 000   | 13%    | 28%   | [ 8 ]  |
| 7.ª Gala  | Domingo, 20 de janeiro de 2019   | 1 186 000   | 12,2%  | 27,6% | [ 9 ]  |
| 8.ª Gala  | Domingo, 27 de janeiro de 2019   | 1 198 000   | 12,4%  | 27,4% | [ 10 ] |
| 9.ª Gala  | Domingo, 3 de fevereiro de 2019  | 1 061 000   | 11%    | 24,5% | [ 11 ] |
| 10.ª Gala | Domingo, 10 de fevereiro de 2019 | 1 071 000   | 11,1%  | 25,8% | [ 12 ] |
| 11.ª Gala | Domingo, 17 de fevereiro de 2019 | 1 207 000   | 12,5%  | 28,4% | [ 13 ] |
| 12.ª Gala | Domingo, 24 de fevereiro de 2019 |             | 12.4%  | 29.3% |        |